# Paramount Plaza Walk of Fame

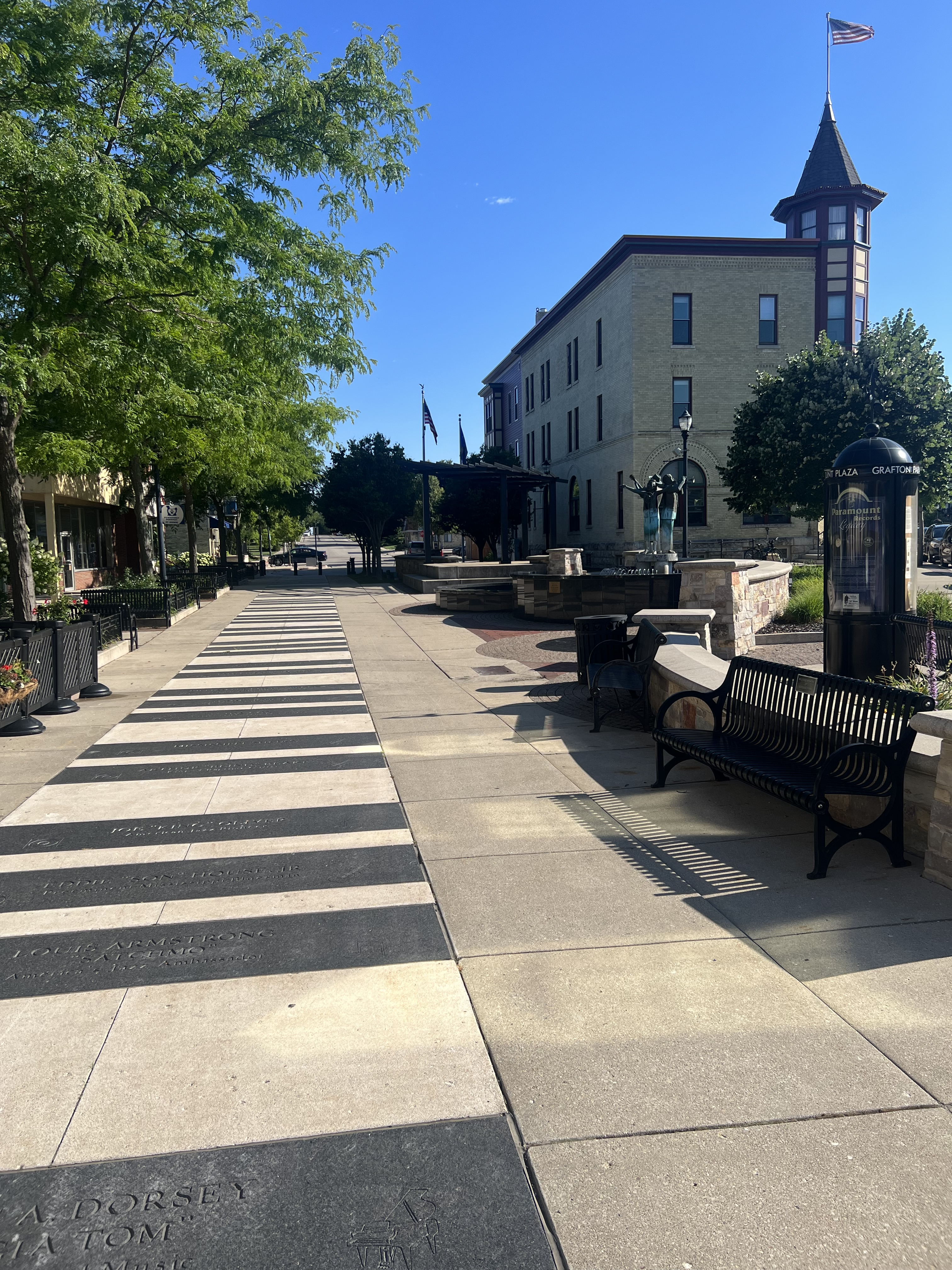
Paramount Plaza Walk of Fame (2023)

Auf dem Paramount Plaza Walk of Fame in Grafton, Wisconsin wurden – beginnend mit dem Jahr 2006 – Künstler mit einer 'Klaviertaste' geehrt, die für das früher in dem Ort ansässige Paramount Label Schallplattenaufnahmen gemacht haben.
Die jeweils verliehene 'Taste' ist 2 Fuß breit und 7 Fuß lang und aus schwarzem Granit. Jährlich sollten weitere Tasten hinzugefügt werden, die jeweils den Namen eines der geehrten Paramount-Künstlers tragen. Ursprünglich sollten es 44 Tasten werden, der Walk of Fame war 2020 abgeschlossen. Er wurde jedoch bis 2024 auf insgesamt 52 Tasten erweitert, davon 51 mit Namen und 1 mit dem Logo des Walk of Fame.
Die ersten, die von der "Paramount GIG ('Grooves In Grafton') Organization" in Grafton für die Ehrung ausgewählt wurden, waren Charley Patton, Ma Rainey, Blind Lemon Jefferson, Skip James, Thomas A. Dorsey und Henry Townsend.
Neben dem Walk of Fame befindet sich ein Brunnen mit drei (fiktiven) Musikern mit einem mehrstufigen Wasserspiel und einer ganzjährig betriebenen Musikanlage mit LED-Lichtsshow.

## Geehrte
2006
- Henry Townsend
- Charley Patton
- Gertrude "Ma" Rainey

2007
- Blind Lemon Jefferson
- Nehemiah Curtis James
- Thomas A. Dorsey
- Louis Armstrong
- Eddie "Son" House Jr.

2008
- Joe "King" Oliver
- Arthur "Blind" Blake

2009
- Mississippi Sheiks
- Ida Cox

2010
- Tommy Johnson
- William Lee Conley Broonzy “Big Bill”

2011
- Alberta Hunter
- Papa Charlie Jackson

2012
- Ferdinand “Jelly Roll” Morton
- James Fletcher Henderson

2013
- Roosevelt Sykes
- Ethel Waters

2014
- Edward "Kid" Ory
- Meade "Lux" Lewis

2015
- Will Ezell

2016
- Wilmer Watts

2017
- Cora "Lovie" Austin

2018
- Blind Joe Reynolds
- Charlie Poole
- Johnny Dodds

2019
- Charlie Spand
- Smyth-West Orchestra
- Ishman Bracey

2020
- Gus Cannon
- Elzadie Robinson
- Coleman Hawkins
- The Famous Blue Jay Singers

2021
- Hattie McDaniel
- Beale Street Sheiks
- King Solomon Hill
- Walter "Buddy Boy" Hawkins

2022
- Willie Brown
- Elvie Thomas
- Lucille Bogan
- Admirl Amos Eaton „Bumble Bee Slim“

2023
- Joe Gumin
- Lawrence Welk
- Willard „Ramblin’“ Thomas
- Bessie Mae Smith

2024
- Jabo Williams
- Louise Johnson
- Geeshie Wiley
- Norfolk Jubilee Quartet